# Poa sterilis
Poa sterilis là một loài thực vật có hoa trong họ Hòa thảo. Loài này được M.Bieb. miêu tả khoa học đầu tiên năm 1808.